# Solenostomus halimeda
Solenostomus halimeda är en fiskart som beskrevs av Orr, Fritzsche och Randall 2002. Solenostomus halimeda ingår i släktet Solenostomus och familjen Solenostomidae. Inga underarter finns listade i Catalogue of Life.